# SPSS
SPSS è un software di statistica sviluppato da IBM per la gestione dei dati, l'analisi avanzata, l'analisi multivariata, la business intelligence e le indagini penali. In precedenza era prodotto dalla SPSS Inc., che è stata acquisita da IBM nel 2009.
Un tempo la sigla era acronimo di Statistical Package for Social Science perché nato nell'ambito delle scienze sociali. Col tempo sono state sviluppate numerose funzioni di statistica, tale da renderlo utile per qualsiasi ambito, non solo le scienze sociali, ma anche quelle mediche/epidemiologiche, economiche, demografiche, agrarie, di marketing ecc.

## Storia

Logo di SPSS usato fino a gennaio 2010.

La prima versione di SPSS è stata realizzata nel 1968. È uno dei programmi di statistica più utilizzati, perché permette di svolgere numerose operazioni che con i software di calcolo classici non è possibile effettuare e per la sua semplicità di utilizzo grazie alla sua interfaccia grafica visuale (GUI). È disponibile in numerose lingue, tra cui l'italiano.
Tra il 1994 e il 2009 in Italia è distribuito da SPSS Italia, distributore autorizzato da SPSS Inc. per la vendita in esclusiva sul territorio italiano della suite di prodotti SPSS.
A partire dal 2009, per un periodo i prodotti sono stati distribuiti sotto il marchio di PASW Statistics (Predictive Analytics Software) Il 28 luglio 2009 SPSS è stata acquisita dalla IBM e da allora il software è distribuito con il nome IBM SPSS Statistics.